# スベカラタケトカゲ
スベカラタケトカゲ（学名：Eugongylus albofasciolatus）は、トカゲ科に分類されるトカゲ。

## 分布
オーストラリア（クイーンズランド州北部）、ソロモン諸島

## 形態
全長38cm。胴体中央部の斜めに列になった背面の鱗の数（体列鱗数）は34-38。
左右の前額板は接しない。額板は細長い。

## 生態
森林に生息する。地中棲だが、樹上で見つかった例もある。夜行性だが、日の当たらない森林や天候が曇りの日は昼間に見られることもある。リッター層に掘った穴や木の根元、他の動物の巣穴等を隠れ家にする。
食性は動物食で、昆虫類、クモ、甲殻類、小型爬虫類等を食べる。
繁殖形態は卵生。1回に最大5個の卵を産む。

## 人間との関係
ペットとして飼育されることもあり、日本にも輸入されている。属内では最も流通量が多いが、それでも頻繁に流通はしない。テラリウムで飼育される。飼育にあたっては底面積を重視した大型のケージを用意する。上面には脱走されないように蓋をする。ケージにはヤシガラ土や腐葉土等の保湿力があり潜りやすい床材を厚めに敷く。低温に弱いためケージの外側底面からシート状の遠赤外線ヒーターで温めたり、夜間も光の出ない照明器具を照射する。乾燥に非常に弱いため、床材は霧吹き等で常に軽く湿っている状態を維持するか、全身が漬かれるような大きさで浅い水入れを設置する。餌としてはコオロギやジャイアントミルワーム等を与える。餌に対しては事前に野菜等の餌を与えたり、サプリメントを振りかけて栄養価を上げる。餌に反撃されたり逃げられるのを防ぐため、生きた餌の場合は顎や触角、後肢を潰したり折ってから与える。慣れていない個体は餌容器に餌を入れて与えるが、人に慣れた個体はピンセットで口元へ餌を近づければ食べる。生息地で交尾し体内に卵を持ったメスが流通され産卵（持ち腹）した例もごく稀にあるが、飼育下繁殖は確立していない。突発的に素早く動くことがあるため、脱走されないように扱いには注意する。